# 宇妥·元丹贡布

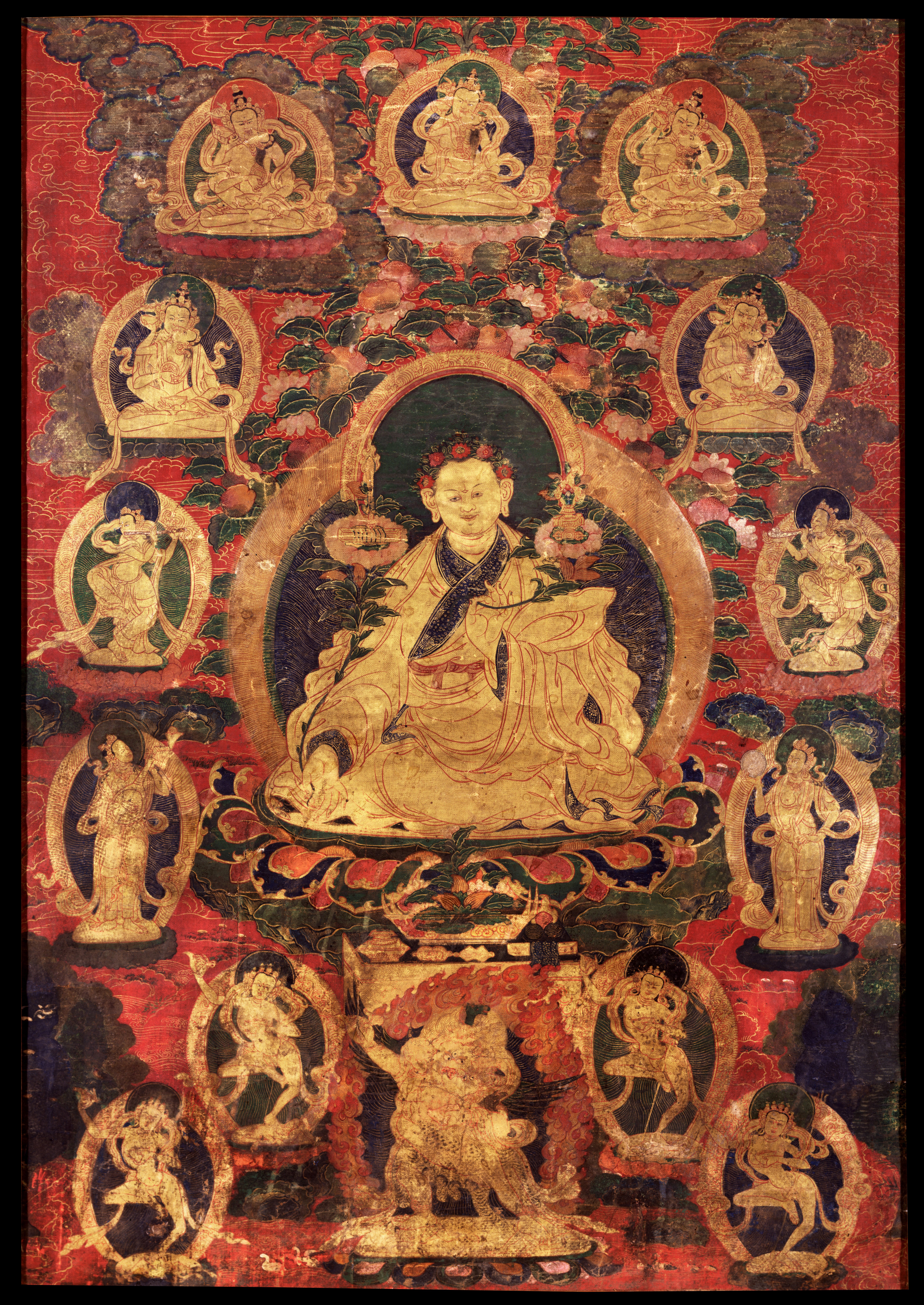
宇妥·元丹贡布

宇妥·元丹贡布（藏語：གཡུ་ཐོག་ཡོན་ཏན་མགོན་པོ，威利转写：g.yu thog yon tan mgon po，708年—833年，一说729年—853年）是一名吐蕃的医生，藏医学奠基人。為與其同名的後裔區別，又被稱為老宇妥·元丹贡布（藏語：གཡུ་ཐོག་རྙིང་མ་ཡོན་ཏན་མགོན་པོ，威利转写：g.yu thog rnying ma yon tan mgon po）。據說他的曾祖洛哲希宁曾經擔任過松贊干布的太醫。宇妥·元丹贡布編寫過藏醫著作《四部醫典》以及《原藥十八種》、《脈學師承記》等醫學著作。
宇妥·元丹贡布出生在前藏堆龙·吉那的医学世家。他的祖父斋杰加嘎尔巴札是芒松芒赞御医，父亲宇妥·琼布多杰是赤都松御医。他三岁随父学习藏文，听讲医理。五岁学习《甘露化学》和《药师佛修习法》等佛教密乘，开始随父行医。十岁任王子赤松德赞的御医。据说他医德高尚，曾为仇家根居之女医治难症。
他谦虚好学，二十岁向汉医家东松冈瓦学习治疗癫症、痉症、狂犬症等医术。二十五岁外出学医，向尼泊尔名医达纳释拉哈学习《热症特殊治法》《喘症休息疗法》。向天竺名医班钦·旃陀罗比学习《医续补篇·珍珠鬘》《医续目录·明灯》，向美旺学习《体腔穴窍分指》《刀针关键锁钥》等医学论著。三十五岁再次往天竺，跟随班钦、美旺及米哲赞扎德瓦学习。
他曾遭苯教徒陷害，大臣那囊氏害他下狱，流放珞隅，后被赤松德赞迎归。三十八岁第三次至天竺学习，又跟随美旺学习《医术十万》《医续晶鉴》《月王药诊补遗》等，跟随班钦学习《仙人耳传》和《八支论》。历时四年返回吐蕃。
他行医治病，广授门徒，吐蕃赞普赐予塔工琼三地为封地。在工布曼隆沟建寺院，培养医生，炮制成药，搜集民间验方。先后往返于拉萨、叶尔瓦、工布、阿里、萨迦等地游学行医，并至汉地五台山朝圣，跟随僧医山人阿尔雅学习《配方宝鬘》和《内科疏义》等特殊的医训教言。相传曾治愈尼泊尔国王哈答，克什米尔国王祖木哈若。
四十五岁时，以吐蕃医学为基础，博采汉医学、天竺医学，历经十年，撰成《四部医典》，为藏医药学发展奠定了理论基础。五十五岁，前往工布，收徒讲授《四部医典》，弟子众多，其中有本然巴学级的名医五十人，然觉巴学级的名医五十人，噶居瓦学级的名医一百人。